# To Kill a King
To Kill a King (prt: Matar o Rei; bra: Morte ao Rei) é um filme do teuto-britânico de 2003, do gênero drama bélico-biográfico, dirigido por Mike Barker.

## Sinopse
A Inglaterra está em ruínas. A Guerra Civil Inglesa que dividia o país terminara. Os puritanos derrubaram o rei Carlos 1º. Surgem dois heróis após a guerra: Lorde General Thomas Fairfaix e o  sub-General Oliver Cromwell. A missão de ambos é unir e reformar o país. Fairfaix, membro da aristocracia, quer uma reforma moderada, enquanto Cromwell exige a execução do rei. O rei deposto acredita que seu reinado foi roubado por Fairfaix que se encontra cada vez mais dividido entre a felicidade e a esposa, Lady Anne,e seu filho que ira nascer preservando sua classe social. A causa revolucionária defendida por seu companheiro, Cromwell, que age de forma cada vez mais agressiva e brutal, faz com que Fairfaix perceba que precisa detê-lo, iniciando assim a batalha onde a traição e a conspiração são as principais armas dos dois homens mais poderosos do país.

## Elenco
- Tim Roth - Oliver Cromwell
- Dougray Scott - Sir Thomas Fairfax
- Olivia Williams - Lady Anne Fairfax
- James Bolam - Denzil Holles
- Rupert Everett - rei Carlos 1º